# (15671) Suzannedébarbat
(15671) Suzannedébarbat, internationalement (15671) Suzannedebarbat, est un astéroïde de la ceinture principale et plus spécifiquement du groupe de Hilda.

## Description
(15671) Suzannedébarbat est un astéroïde du groupe de Hilda. Il présente une orbite caractérisée par un demi-grand axe de 3,97 UA, une excentricité de 0,11 et une inclinaison de 7,2° par rapport à l'écliptique.

## Compléments